# Grup del platí
| H  |    |    |    |    |    |    |    |    |    |    |    |    |    |    |    |    |    | He |  |
| Li | Be |    |    |    |    |    |    |    |    |    |    |    | B  | C  | N  | O  | F  | Ne |  |
| Na | Mg |    |    |    |    |    |    |    |    |    |    |    | Al | Si | P  | S  | Cl | Ar |  |
| K  | Ca | Sc | Ti | V  | Cr | Mn | Fe | Co | Ni | Cu | Zn | Ga | Ge | As | Se | Br | Kr |    |  |
| Rb | Sr | Y  | Zr | Nb | Mo | Tc | Ru | Rh | Pd | Ag | Cd | In | Sn | Sb | Te | I  | Xe |    |  |
| Cs | Ba | *  | Hf | Ta | W  | Re | Os | Ir | Pt | Au | Hg | Tl | Pb | Bi | Po | At | Rn |    |  |
| Fr | Ra | ** | Rf | Db | Sg | Bh | Hs | Mt | Ds | Rg | Cn |    |    |    |    |    |    |    |  |
| -- | -- | -- | -- | -- | -- | -- | -- | -- | -- | -- | -- | -- | -- | -- | -- | -- | -- | -- |  |
|    |    |    |    |    |    |    |    |    |    |    |    |    |    |    |    |    |    |    |  |
|    |    |    | *  | La | Ce | Pr | Nd | Pm | Sm | Eu | Gd | Tb | Dy | Ho | Er | Tm | Yb | Lu |  |
|    |    |    | ** | Ac | Th | Pa | U  | Np | Pu | Am | Cm | Bk | Cf | Es | Fm | Md | No | Lr |  |

| Elements del grup del platí |

El grup del platí, els elements del grup del platí (abreujat EGP o PGE (en anglès)) o també anomenats com a platinoides, és un grup format per sis elements metàl·lics amb propietats físiques i químiques similars. Són tots ells metalls de transició i ocupen una àrea rectangular a la taula periòdica. Aquests elements són tots elements del bloc d (grups 8,9 i 10; períodes 5 i 6). Aquesta família química comprèn el ruteni, el rodi,el pal·ladi, l'osmi, l'iridi i el platí. Presenten propietats físiques i químiques similars i tendeixen a aparèixer junts en els mateixos jaciments minerals.

## Propietats
Els metalls del grup del platí destaquen per les seves propietats catalitzadores. Són molt resistents al desgast i a les taques, per la qual cosa el platí, en particular, és altament emprat en joieria fina. Unes altres característiques són la resistència a l'atac químic, resistència altes temperatures i propietats estables a l'electricitat. Totes aquestes propietats s'utilitzen actualment a la indústria.

## Galeria

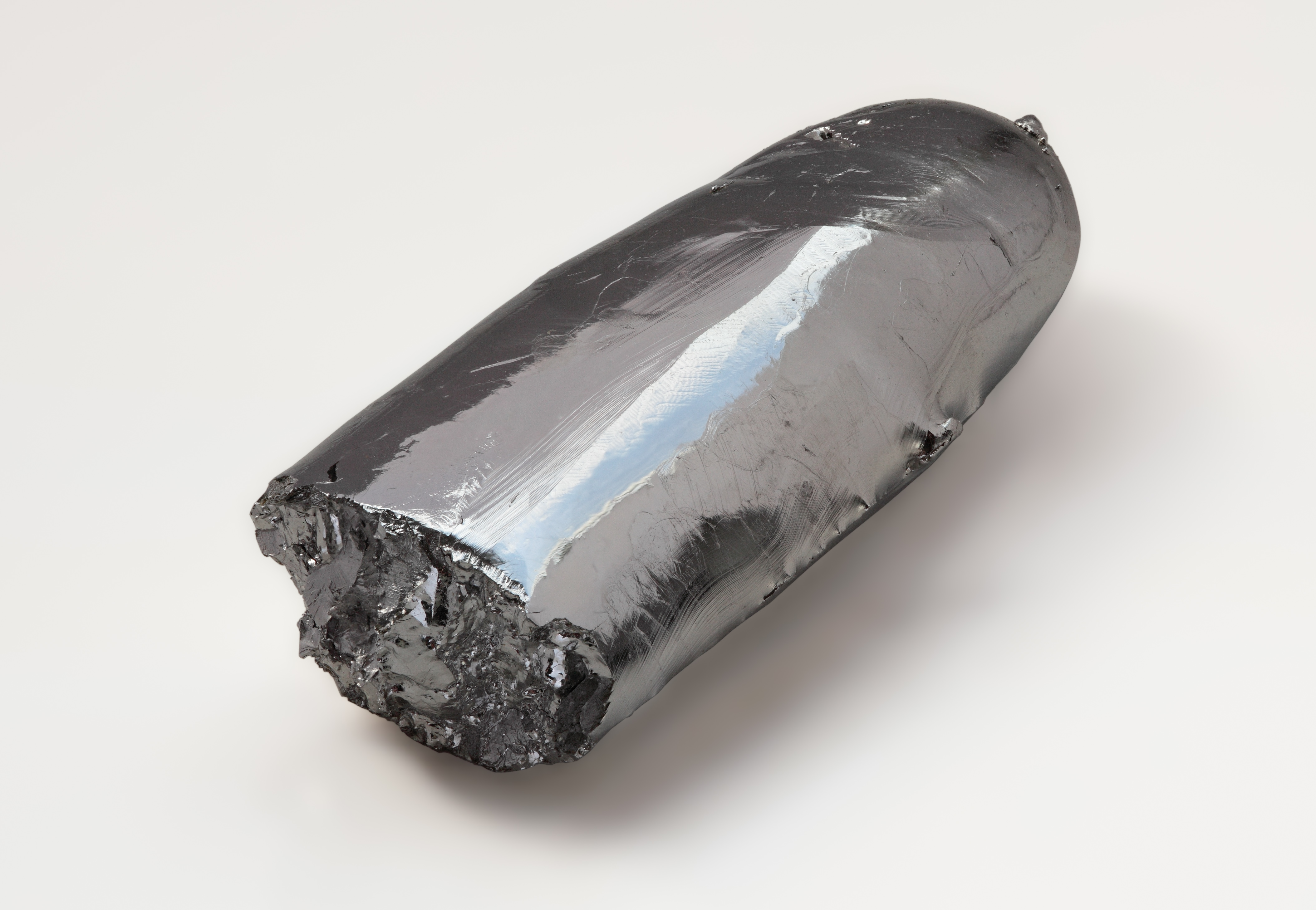
Ruteni
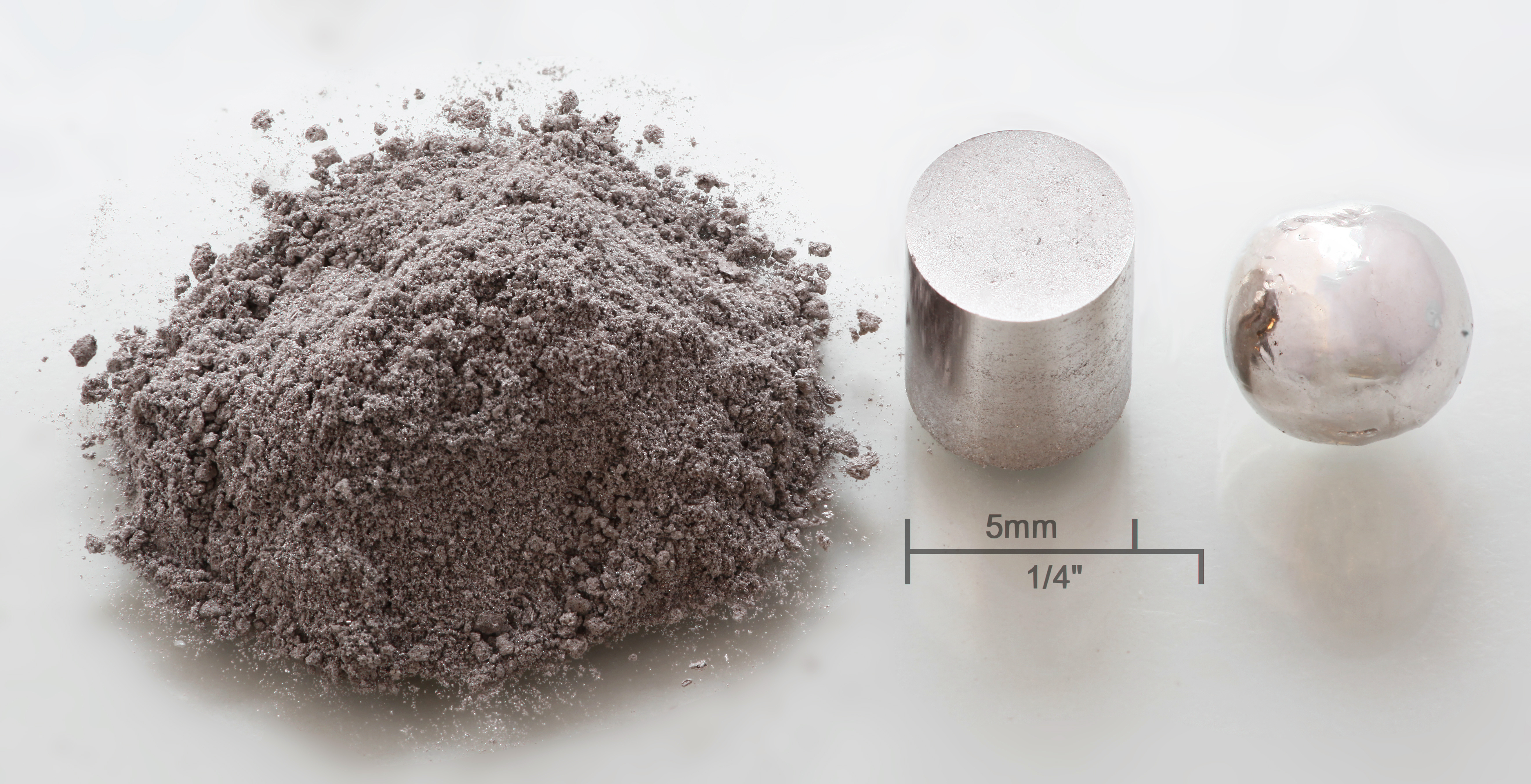
Rodi
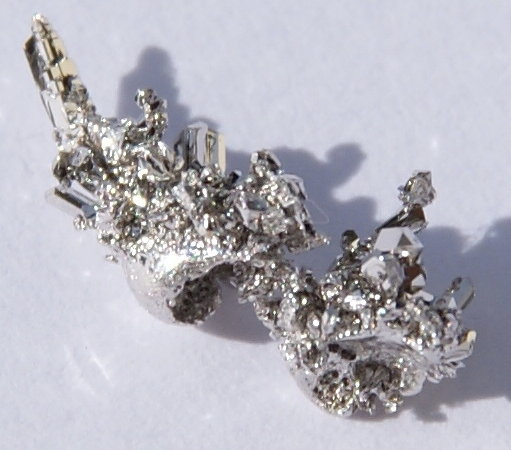
Pal·ladi
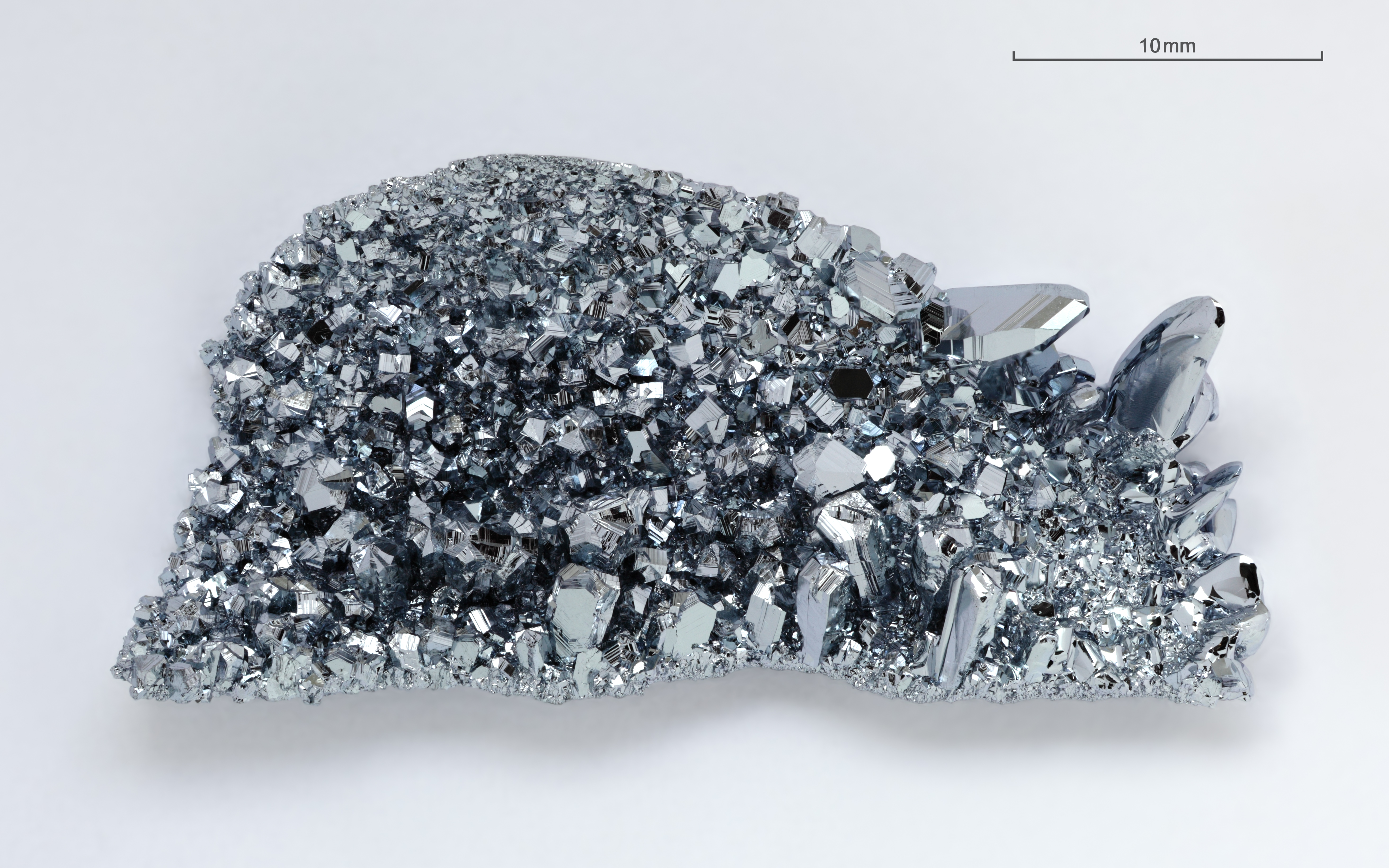
Osmi
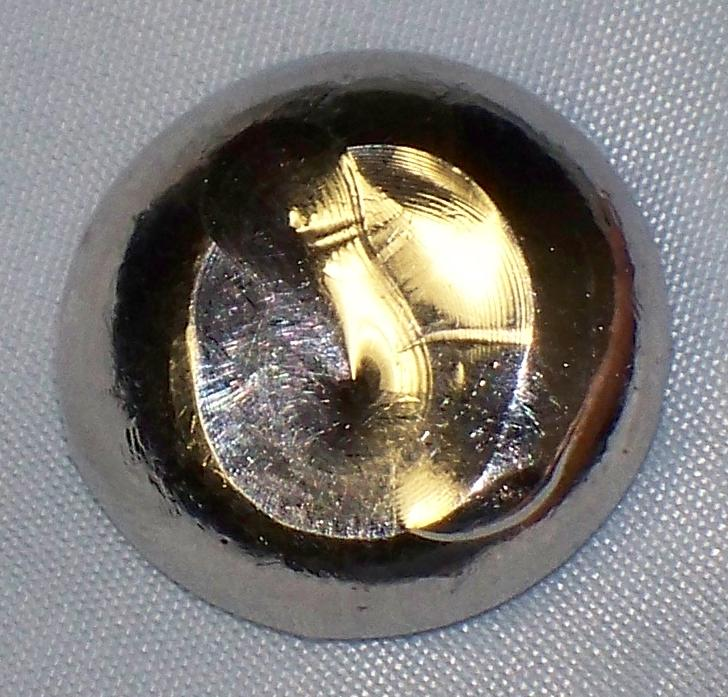
Iridi
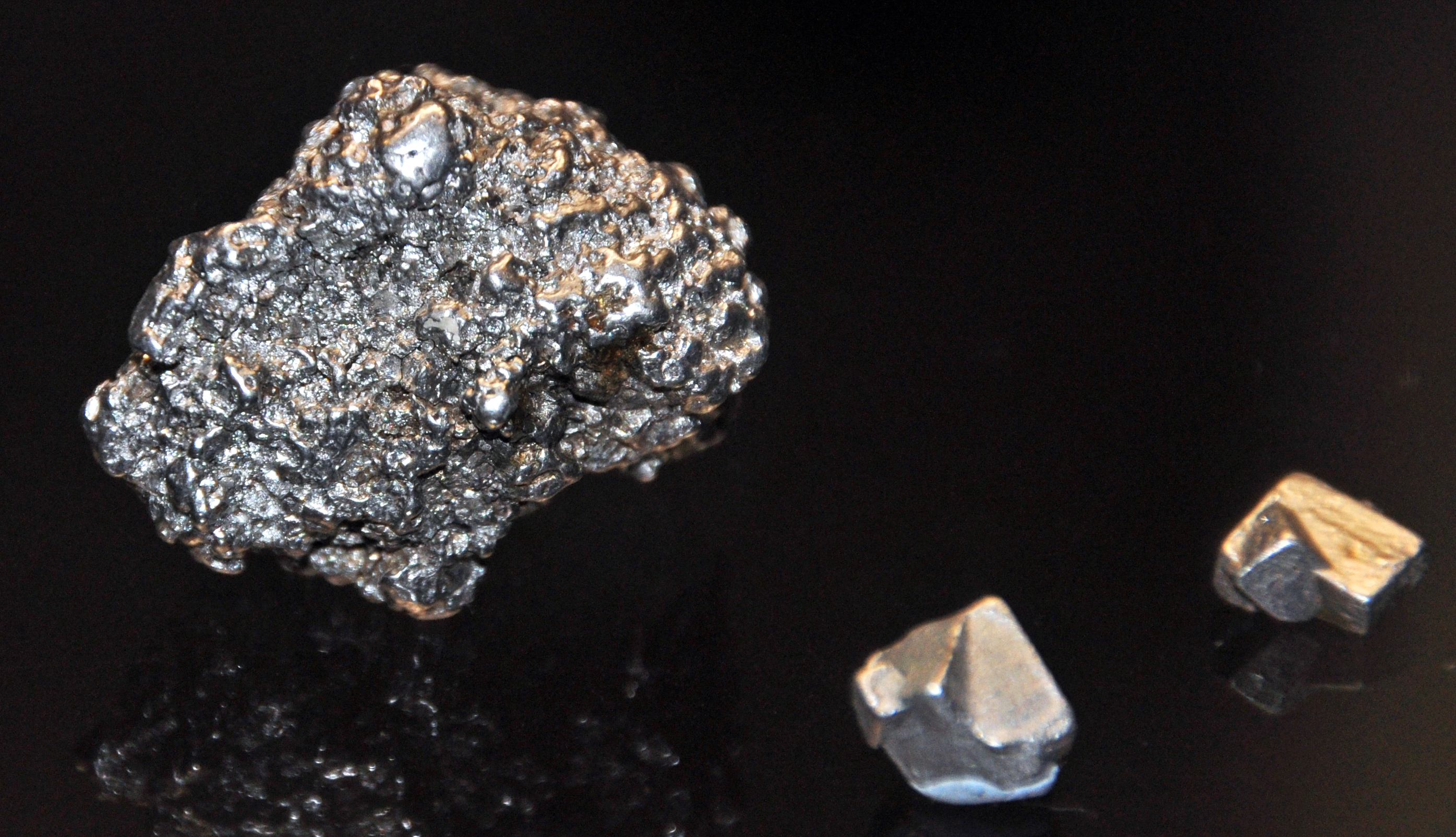
Platí